# 9 Lacertae
9 Lac è una stella della costellazione della Lucertola, situata nella parte settentrionale della costellazione, 1,5° a NE di α Lac.
Si tratta di una stella subgigante bianca di classe spettrale A8 IV distante 172 anni luce con una magnitudine apparente di +4,64 e con una 
magnitudine assoluta di +1,03.

## Fonti
- (EN) stellari [collegamento interrotto], su alcyone.de.
- (EN) Scenta, su scenta.co.uk. URL consultato il 12 gennaio 2008 (archiviato dall'url originale il 1º dicembre 2008).
- Software astronomico Megastar 5.0